# Orcococha (Huancavelica)
Orcococha est un lac au Pérou situé dans la région de Huancavelica, la province de Castrovirreyna, district de Santa Ana et aussi dans la province de Huaytará, District de Pilpichaca. Il est situé à l'est du lac Choclococha et au nord-ouest du plus petit lac nommé lac Caracocha. 